# Ungleichung von Frobenius
Die Ungleichung von Frobenius ist ein Ergebnis der Linearen Algebra, einem der Teilgebiete der Mathematik. Sie ist nach Georg Frobenius benannt und behandelt die Beziehungen zwischen den Rängen dreier hintereinander ausgeführter linearer Abbildungen.

## Formulierung der Ungleichung
Die Ungleichung besagt folgendes:
Gegeben seien vier Vektorräume {\displaystyle U,V,W,X}  über einem beliebigen Körper {\displaystyle K} und dazu drei lineare Abbildungen  {\displaystyle \alpha \colon U\to V}  ,   {\displaystyle \beta \colon V\to W}   und   {\displaystyle \gamma \colon W\to X}  .
Dann gilt:
{\displaystyle \mathrm {rg} (\gamma \beta )+\mathrm {rg} (\beta \alpha )\leq \mathrm {rg} (\beta )+\mathrm {rg} (\gamma \beta \alpha )}  .

## Beweisskizze
Sei {\displaystyle W_{0}} ein Komplementärraum von {\displaystyle \mathrm {im} (\beta \alpha )}   in    {\displaystyle \mathrm {im} (\beta )}, also
{\displaystyle \mathrm {im} (\beta )=\mathrm {im} (\beta \alpha )\oplus W_{0}} .
Dann folgt
{\displaystyle \mathrm {im} (\gamma \beta )=\mathrm {im} (\gamma \beta \alpha )+\gamma (W_{0})}
und weiter
{\displaystyle \mathrm {rg} (\gamma \beta )\leq \mathrm {rg} (\gamma \beta \alpha )+\dim(\gamma (W_{0}))} .
Damit bekommt man
{\displaystyle {\begin{aligned}\mathrm {rg} (\beta \alpha )+\mathrm {rg} (\gamma \beta )&\leq \mathrm {rg} (\beta \alpha )+\mathrm {rg} (\gamma \beta \alpha )+\dim(\gamma (W_{0}))\\&\leq \mathrm {rg} (\beta \alpha )+\mathrm {rg} (\gamma \beta \alpha )+\dim(W_{0})\\&=[\dim(\mathrm {im} (\beta \alpha ))+\dim(W_{0})]+\mathrm {rg} (\gamma \beta \alpha )\\&=\dim(\mathrm {im} (\beta ))+\mathrm {rg} (\gamma \beta \alpha )\\&=\mathrm {rg} (\beta )+\mathrm {rg} (\gamma \beta \alpha ),\end{aligned}}}
also insgesamt die behauptete Ungleichung.

## Anmerkung
Da bei beliebigen Vektorräumen der Dimensionsbegriff
und auch der Nachweis der Existenz eines Komplementärraums die Annahme der Gültigkeit des Auswahlaxioms erfordert, ist im Falle, dass man diese Annahme nicht treffen möchte, von Vektorräumen endlicher Dimension auszugehen. Für solche ist die Ungleichung stets gültig.